# Krammer Jenő
Krammer Jenő (Kismarton, 1900. június 14. – Martonvásár, 1973. január 21.) irodalomtörténész, egyetemi tanár, pedagógiai író, szociálpszichológus.

## Élete
A középiskolát Pozsonyban, majd Budapesten, Berlinben és Prágában tanult tovább. Tagja volt az Eötvös József Collegiumnak. Német–francia szakos tanári diplomát és bölcsészdoktorátust a Budapesti Tudományegyetemen szerzett. Magánórákat adott Pozsonyban, Lőcsén, Aranyosmaróton, majd az érsekújvári gimnáziumokban tanított 1939-ig.
1939-ben Szegedre helyezték. A második világháború végén visszakerült Érsekújvárra, majd 1946-ban áttelepült Budapestre. Ott először a Vallás- és Közoktatásügyi Minisztériumban, majd 1950-ig a Tankönyvkiadó szerkesztőségében dolgozott. Az Idegen Nyelvek Főiskoláján a német tanszék vezetője volt 1950-ben, majd 1959-től az ELTE tanára lett a német tanszéken, 1962-1964 között tanszékvezető tanár volt. 1972-ben nyugdíjba vonult.
Részt vett a kisebbségi középiskolások mozgalmaiban, melyek az önképzőkörök munkájának megreformálására irányultak, illetve a Sarló mozgalomban is. Sokat foglalkoztatta a közép-európai népek kapcsolatainak kérdése. Nagy írókkal volt levelezésben és személyes barátságban, például Romain Rolland-nal és Karel Čapekkel, illetve Móricz Zsigmonddal. Baráti és munkatársi kapcsolatban volt a magyarországi neveléstudomány jeles alakjával, Kemény Gáborral, s a közösen tervezett Dunavölgyi Pedagógiai Szemlének Kemény lett volna a főszerkesztője, Krammer a csehszlovákiai, Jancsó Elemér pedig az erdélyi szerkesztője. Elsősorban a francia irodalommal foglalkozott, eszményképei Rolland és Charles-Ferdinand Ramuz voltak.

## Művei
Irodalmi és pedagógiai cikkeket írt, főként a losonci újságba, A Mi Lapunkba, a kolozsvári Korunkba, a Magyar Figyelő, a Magyar Tanító, az Új Élet, a Nevelésügyi Szemle, A Jövő Útjain, a Magyar Szemle, a Nouvel Age, a Contre Courant lapokba és még számos csehszlovákiai, romániai, jugoszláviai magyar és németországi vidéki újságba. Írt szlovák és magyar nyelvű nyelvtankönyveket, illetve egyetemi tankönyveket is.
- 1932 A serdülőkor problémái (tsz. Szalatnai Rezső és Szerényi Ferdinánd)
- 1935 A modern pedagógia elméleti és gyakorlati kérdései. Magyar Tanító 1935/8–10
- 1935 A szlovenszkói magyar serdülők lelkivilága. Budapest
- 1937 A szlovenszkói magyar irodalom lélektani szemszögből. Szlovenszkói magyar írók antológiája 4. Nyitra
- 1937 A szlovenszkói magyar ifjúság fejlődése és lelkülete. Kisebbségi problémák. Léva
- 1938 Európa és a csehszlovákiai magyarság. In: Borsody István (szerk.): Magyarok Csehszlovákiában 1918–1938. Budapest
- 1950 Német nyelvkönyv 1950. (tsz. Magos Béla, Semjén Gyula)
- 1960 A modern nyelv- és irodalomtanítás módszertana. Budapest (tsz. Szoboszlóy Miklós)
- 1961 Az idegennyelvi beszédkészség fejlesztésének lélektani és módszertani problémái. Budapest
- 1963 A felnőttek idegen nyelvre oktatásának főbb kérdései. Budapest
- 1963 A modern nyelv és irodalom tanításának módszertana (tsz. Szoboszlay Miklós)
- 1967 Fábry Zoltán, az „Őrzők” szervezője. Kortárs 1967/8
- 1967 Fábry Zoltán és a német irodalom. Irodalmi Szemle 1967/7
- 1968 C. F. Ramuz és a csehszlovákiai magyarság. Irodalmi Szemle 1968/11
- 1969 A pedagógus Kemény Gábor. Irodalmi Szemle 1969/1
- 1969 A stifteri szelíd törvény és Fábry Zoltán. Irodalmi Szemle 1969/9
- 1971 Ödön von Horváth. Budapest
- 1972 Das Grillparzer-Bild der Ungarn im XX. Jahrhundert. Das Grillparzer-Bild des XX. Jahrhunderts. Wien
- 1993 Vagyunk és leszünk. In: Fazekas József (szerk.): A szlovenszkói magyarság társadalmi rajza 1918–1945